# Барвінський Віктор Олександрович
Ві́ктор Олекса́ндрович Барві́нський (9 листопада 1885, сл. Базаліївка Вовчанського пов. Харківської губ.— 1940, Тайшетлаг ГУЛАГ НКВС СРСР) — український історик, архівіст доби Розстріляного відродження, фахівець бібліотечної справи. Досліджував історію Гетьманщини XVI—XVIII ст., зокрема питання заселення і становища селян до і після Хмельниччини. Учень Дмитра Багалія.
Жертва сталінського терору.

## Життєпис
Народився, за одними даними, 9 листопада 1885 року в с. Базаліївка, нині Чугуївський район. За іншими — в місті Чугуєві на Харківщині в сім'ї вчителя. Навчався у Харківський гімназії №2.
Після закінчення історично-філологічного факультету Харківського університету у 1909 році залишений при університеті як професор-стипендіат. Одночасно викладав історію у середніх освітніх установах Харкова.
У 1915—1919 працював у бібліотеці Харківського університету. З 1919 — приват-доцент Харківського університету, викладач Академії теоретичних знань, Харківського ІНО (1920—1924). Член Харківського історико-філологічного товариства. 1922—1934 — дійсний член Харківської науково-дослідної кафедри історії української культури ім. академіка Д. І. Багалія, у 1923—1926 керував історичною секцією кафедри.
В 1926—1927 — позаштатний непостійний співробітник Комісії для виучування західноруського та українського права при ВУАН, одночасно — зав. відділом архівознавства архівно-бібліотечної секції Всеукраїнського комітету охорони пам'яток мистецтва та старовини і Центрального архівного управління (ЦАУ) УСРР (1921—1925), вчений архівіст та інспектор-інструктор ЦАУ УСРР.
З 1922 по 1929 ─ старший помічник бібліотекаря у бібліотеці Харківського університету.
З 1929 — зав. ЦАДА (центральний архів давніх актів) у Харкові, пізніше — с.н.с. архіву.
1937 заарештований групою НКВД СССР. За сфальсифікованим звинуваченням засуджений до 10 років ув'язнення в концтаборах. Загинув в ув'язненні в Тайшетському концтаборі ГУЛАГ СССР.
У праці «Крестьяне на Левобережной Украине в XVII—XVIII вв.» у 1909 році на основі раніше невідомих архівних першоджерел розвивав концепцію О. Лазаревського про першорядну роль української козацької старшини в процесі закріпачення селян і козаків на Гетьманщині. З цієї ж проблематики друкував невеликі розвідки у періодичних виданнях і збірниках Харкова.

## Твори
- До історії закріпощення селянства в Лівобічній Україні // Зап. Наук. т-ва ім. Шевченка. Львів, 1908. Т. 81, кн. 1. С. 154–157.

- Крестьяне в Левобережной Украине в XVII–XVIII веках // Зап. Харьков. ун-та. 1909. Кн. 1, ч. неофиц. С. 1–116 ; Кн. 2. С. 117–211 ; Кн. 3. С. 211–296, ІV.
- Дмитрий Петрович Миллер // Вестн. Харьков. ист.-филол. о-ва. 1914. Вып. С. 29–41.
- Володажченко О., Барвінський В. Короткий нарис історії архівної справи на Україні та діяльності Укрцентрархіва за 1924 рік // Архів. справа. 1925. Кн. 1. С. 45–72.
- Замітки до історії мануфактури в Лівобережній Україні XVIIIст. // Наук. зб. Харків. наук.-дослід. каф. історії укр. культури. 1926. Ч. 2–3. С. 117–124.
- Дмитро Іванович Багалій як історик Слобідської України // Ювілейний збірник на пошану академіка Дмитра Івановича Багалія з нагоди сімдесятої річниці та п’ятдесятих роковин наукової діяльності. Київ, 1927. С. 179–192.

- До питання про індукту та евекту в Гетьманщині // Наук. зб. Харків. наук.-дослід. каф. історії укр. культури. 1927. № 6.
- До 50-річчя заснування Харківського Центрального історичного архіву (1880—1930). «Архівна справа», 1930, № 3(14).
- До історії архівної справи в гетьманщині за часів Розумовського. «Радянський Архів», 1931, № 2(17).
- Архівознавство : елементар. підруч. Ч. 1 / В. Барвінський [та ін.]. Харків : Рад. шк., 1932. 228 с.
- Барвінський В., Єфімовський В. Всеукраїнський Центральний архів стародавніх актів у Харкові // Архіви Рад. України. 1932. № 6. С. 88–200.